# Mus famulus
Mus famulus (Bonhote, 1898) è un roditore della famiglia dei Muridi endemico dell'India meridionale.

## Descrizione

### Dimensioni
Roditore di piccole dimensioni, con la lunghezza della testa e del corpo tra 79 e 81 mm, la lunghezza della coda tra 79 e 83 mm, la lunghezza del piede tra 20 e 21 mm, la lunghezza delle orecchie tra 14 e 16 mm.

### Aspetto
La pelliccia è lunga, densa e soffice. Le parti superiori sono color cioccolato, con dei riflessi fulvi, mentre le parti ventrali sono giallo-brunastre. La linea di demarcazione lungo i fianchi è netta. Le orecchie sono grandi, rotonde e cosparse internamente di piccoli peli. Le zampe sono marroni scure. La coda è più corta della testa e del corpo, ricoperta di piccoli peli, marrone scuro sopra e più chiaro sotto. Le femmine hanno un paio di mammelle pettorali e due paia inguinali.

## Biologia

### Comportamento
È una specie notturna e terricola. 

## Distribuzione e habitat
Questa specie è endemico dei Ghati Occidentali tra gli stati indiani del Kerala e Tamil Nadu.
Vive nelle foreste tropicali e sub-tropicali montane sempreverdi e nelle praterie di shola tra 1.540 e 2.400 metri di altitudine.

## Conservazione
La IUCN Red List, considerato l'areale limitato e seriamente frammentato e il continuo declino nell'estensione e nella qualità del proprio habitat, classifica M.famulus come specie in pericolo (EN).